# Lillers
Lillers é uma comuna francesa na região administrativa de Altos da França, no departamento Pas-de-Calais. 